# Daniel Swarovski
Daniel Swarovski (Georgenthal, Boêmia, 24 de outubro de 1862 – Wattens, Áustria, 23 de janeiro de 1956) foi um dos fundadores da empresa de cristais Swarovski, que foi possível após ter inventado uma máquina de corte elétrico de vidro, patenteada em 1892. Em 1895 fundou a empresa Swarovski com o financiamento de Armand Kosman e Franz Weis, originalmente chamada A. Kosmann, Daniel Swarovski & Co., mais tarde encurtada para K.S. & Co., atualmente Swarovski.

## Biografia
Swarovski nasceu em Georgenthal bei Gablonz, na região da Boêmia, pertencente ao Império Austríaco (atualmente Jiřetín pod Bukovou, República Tcheca), filho de Franz Anton Swarovski e Helene Swarovski (nascida Staffen). Ele nasceu nas montanhas Jizera, a 20 quilômetros da fronteira atual com a Polônia. Como muitos da região, seu pai era cortador de vidro, e Swarovski aprendeu a arte de cortar vidro na pequena fábrica de seu pai.

Estudou em Paris e Viena, onde conheceu František Křiží, e tornou-se interessado em eletricidade na Exposição Internacional de Eletricidade de 1883 em Viena. Em 1892, patenteou uma máquina de corte elétrico que facilitou a produção de jóias de vidro de cristal de chumbo, que até à época era cortada a mão. Em 1895, imigrou para Áustria e formou uma parceria com Armand Kosman e Franz Weis para formar a "A. Kosmann, D. Swarovski & Co".